# Arlo Eisenberg
Arlo David Eisenberg, também conhecido como Arlo Eisenberg (nasceu em 7 de setembro de 1973, em Dallas, Texas, nos EUA) é um atleta norte-americano que pratica o  aggressive inline, é reconhecido  como o  pioneiro da patinação na modalidade street, além disso é  considerado por muitos como um importante contribuidor para as inovações da  indústria do aggressive inline.

## Biografia
Nascido em Dallas, Texas em 07 de setembro de 1973,   Arlo Eisenberg passou seus anos no ensino médio na “Magnet Arts High School” em Dallas, onde estudou artes visuais e teatro. Ele descobriu o patins em linha um verão antes de iniciar o seu último ano no ensino médio. Arlo Eisenberg também participou de três semestres na Universidade do Texas, em Austin, antes de abandona-lá e seguir em busca de seus sonhos em rumo ao Oeste.
No inverno de 1992, Eisenberg mudou-se para Venice Beach, Califórnia , em venice ele se tomou um biscate, mas depois ele conseguiu um emprego de vendedor de patins em linha em uma loja chamada “ The Street Promenade”  situada em Santa Monica. Em 1993, juntamente com Brooke Howard-Smith , Brian Konoske, Aaron Spohn e Mark "Heineken" Groenhuyzen, ele criou uma empresa de patins em  linha chamada “Senate”. Arlo Eisenberg era o chefe de designer gráfico da empresa. Como designer ele acabou por criar diversas imagens populares, incluindo os “slit wrists”, “baseball” e até os  “morcegos sangrentos” . Arlo criará pra sí uma imagem de provocador social, essa imagem era promovida através da sua arte . Como patinador e competidor Arlo Eisenberg ganhou em 1996 o campeonato “X Games” na modalidade street, bem como o Championship de 1994 da NISS.
Em 1997 a família abriu a  “Arlo Skatepark Eisenbergs” em Plano, no Texas, onde, a cada ano, eles sediaram uma competição para patinadores profissionais, a “Hoedown o Eisenberg”. Arlo ganhou  notoriedade quando a Senate produziu uma linha de T-shirts com tags que diziam "Destroy All Girls". As tags e o conceito de Arlo, acabaram por chamar a atenção da CNN, isso propiciou o lançamento da “Senate  mainstream” . Em 1997, Arlo foi retratado na revista People e na Newsweek, como um dos  100 norte-americanos mais promissores do próximo século ".  ] Depois de deixar a Senate em 2000, Arlo prestou serviços de “freelance” de design gráfico para muitas empresas na indústria do aggressive inline, incluindo: Salomon, Rollerblade, Xsjado, mindgame e USD . . Em 2007, Arlo foi contratado como designer gráfico sênior da "Paul Frank Industries" .   Arlo era o chefe e projetista gráfico  para a linha streetwear da marca "Shade Franco", isso desde a sua criação em 2002.  .
Em 2008 o fundador da Franco Shade, Joe Navran e Arlo concordaram em dividir os departamentos criativos. Arlo manteve o "Ghost 'N Facas" e logo "Franky" o fantasma personagem de desenho animado deu inicio a uma nova empresa chamada "GOST ", que foi lançada no início de 2009. Franco Shade lançou mais uma temporada após a saída de Arlo e, em seguida, encerrou suas atividades.
Arlo Eisenberg pode ser visto no documentário em vídeo Barely Dead, falando sobre seu trabalho como patinador e das empresas em que trabalhou.

## Referencias
1. ↑  Arlo Eisenberg - 1996 X Games Park World Champion
2. 1 2 3 4  Words by: Chris Mitchell - Arlo Eisenberg -Burgers, Hookers and Art - Lifelounge - Daily Goodness
3. 1 2  ONE rollerblading magazine • PRINT: Arlo Eisenberg Web Preview
4. ↑  http://francoshade.com/?page_id=1229 "About Us" page

## Link's Externos
- Arlo Eisenberg interview
- Franco Shade Clothing
- Eisenbergs Skatepark
- Gost
- Arlo Eisenberg Be-mag Profile